# Tapír jihoamerický
Tapír jihoamerický (Tapirus terrestris) známý také pod názvem tapír americký, je velký lichokopytník z čeledi tapírovitých.

## Popis

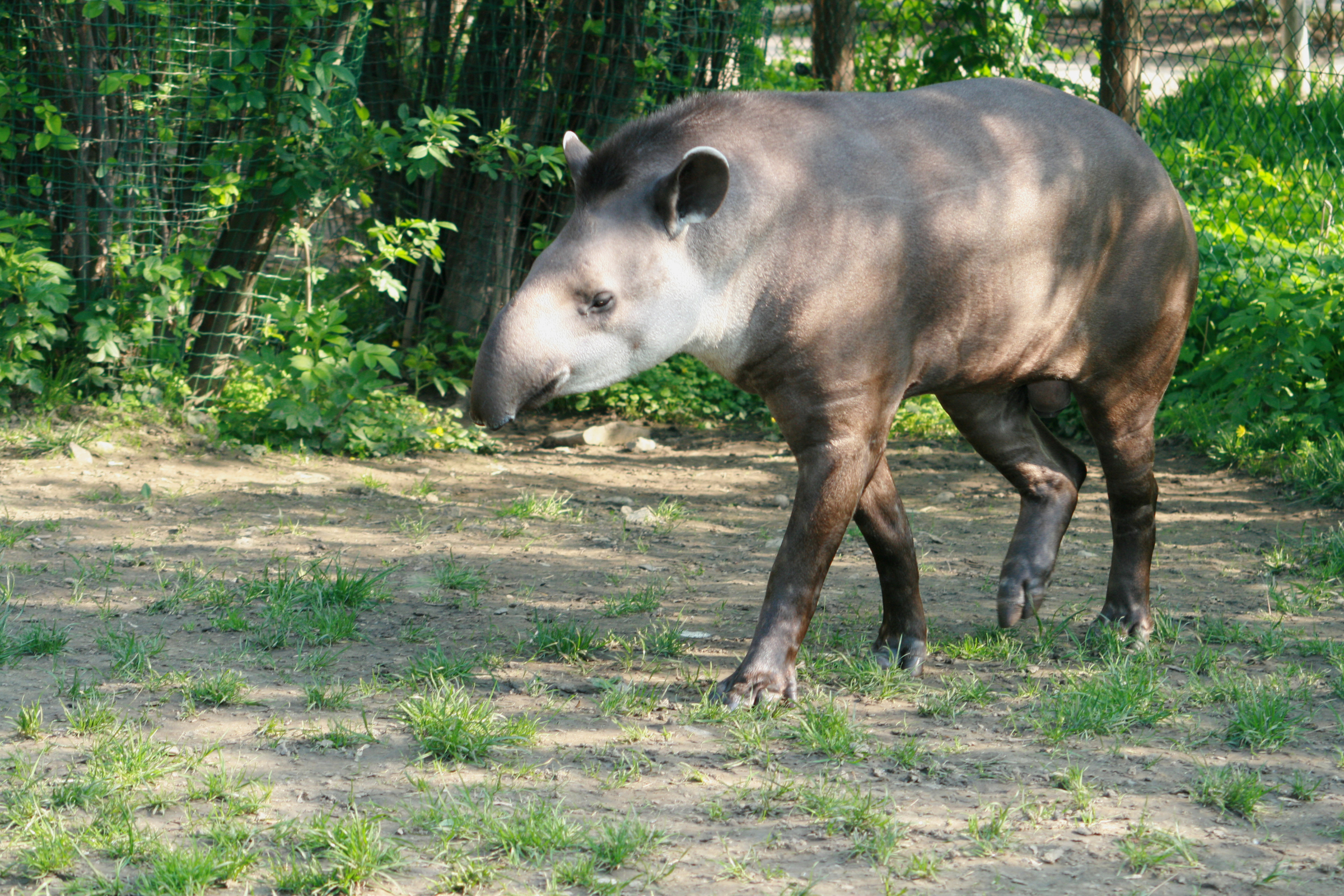
Tapír v Zoo Praha

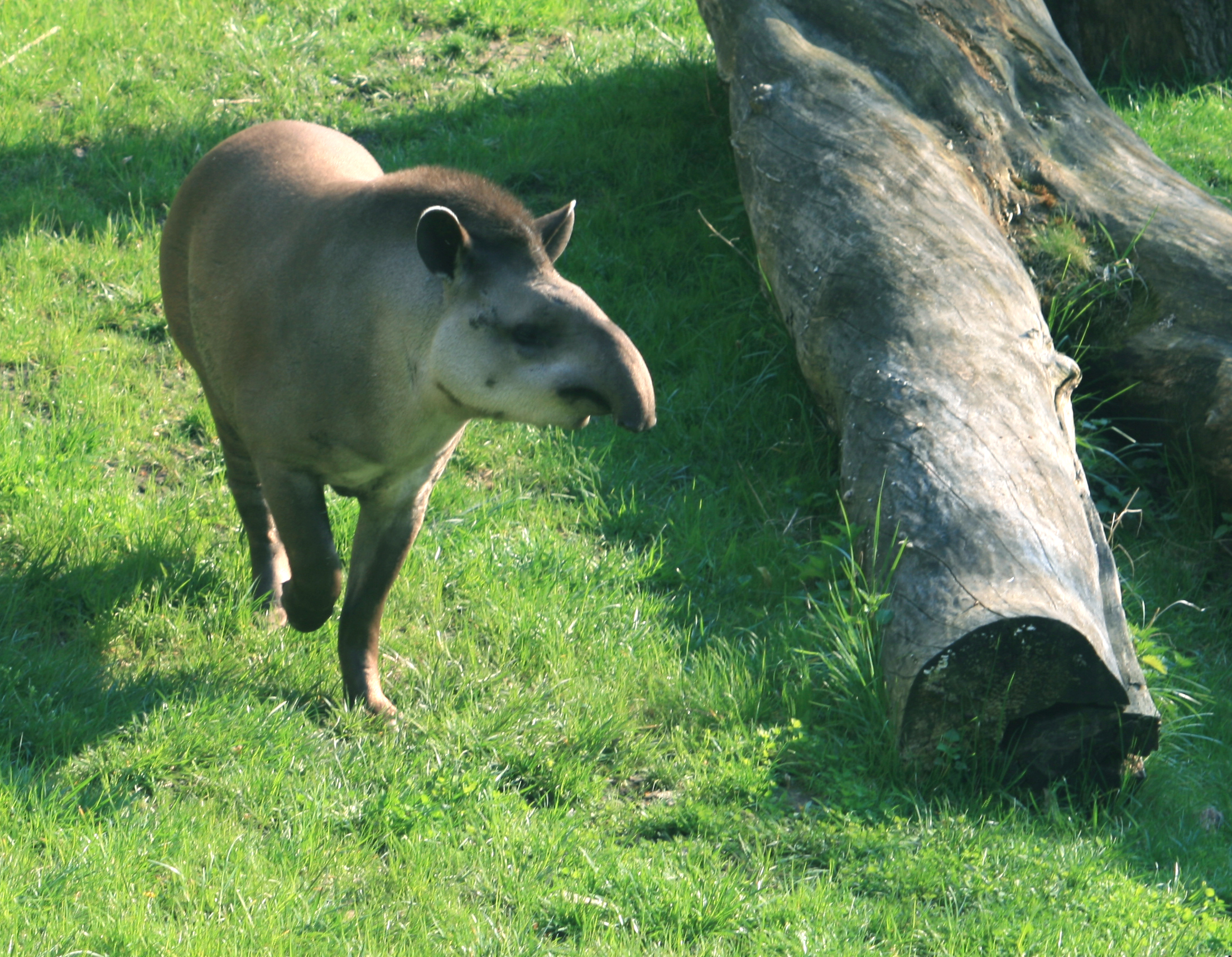
Tapír

### Morfologie
Tapír jihoamerický dorůstá 1,8–2,5 m s hmotností okolo 270 kg a výškou v kohoutku mezi 77–108 cm. Je porostlý krátkou, štětinatou obvykle tmavě hnědou srstí. Má mohutné tělo s poněkud krátkými končetinami, krátkým pohyblivým chobotem a nízkou, vzpřímenou hřívou, která se táhne od temena až po úroveň lopatek. Obě pohlaví jsou zbarvena stejně, mláďata jsou hnědá se světlým pruhováním a skvrněním. Mláďata tapírů vypadají jako mláďata divokých prasat.

### Biotop a chování
Obývá amazonský prales východně od And v rozmezí od Venezuely, Kolumbie a Guyanu na severu, po Brazílii, Argentinu na jihu a Bolívii, Peru a Ekvádor na západě. Od roku 2002 je v Červeném seznamu ohrožených druhů IUCN z důvodu lovu a ztráty přirozeného biotopu označen jako zranitelný (Vulnerable), i přesto je stále nejhojnější z pěti druhů tapírů.
Tapír jihoamerický žije samotářsky a velmi skrytě. Většinou se zdržuje v blízkosti vodních ploch, kde se v případě přímého ohrožení často ukrývá. I přes svůj mohutný vzhled umí dobře plavat, potápět se a i na skalnatých terénech vyvinout poměrně vysokou rychlost.
Mezi jeho hlavní predátory patří krokodýli, jaguáři a pumy, které na tapíry často útočí i v noci. Je býložravý, požírá listy, pupeny, výhonky, plody a vodní rostliny. Samci jsou vysoce agresivní a se samicí se sdružují jen na pár dnů v období páření. Samice rodí asi po 400 denní březosti jedno mládě vážící 4–7 kg. S matkou zůstává nejméně rok. Ve volné přírodě se tapír jihoamerický dožívá přibližně 25–30 let.

## Chov v zoo
V Evropě je chován přibližně ve 150 zoo. Nejvíce přitom ve Spojeném království. V Česku tapíra jihoamerického chovají (stav ke konci roku 2017) následující zoo sdružené v Unii českých a slovenských zoologických zahrad (UCSZOO):
- Zoo Brno
- Zoo Děčín
- Zoo Jihlava
- Zoo Praha
- Zoo Zlín

Do roku 2017 byli chováni také v Zoo Ústí nad Labem. Mimo UCSZOO jsou pak ještě k vidění v Zoo Dvorec.

### Chov v Zoo Praha
První dvojice tohoto druhu se do Zoo Praha dostala v 50. letech 20. století, žila v ní konkrétně v letech 1950–1957. Poté následovala takřka padesátiletá pauza. Od roku 2004 byl chov obnoven. Do Prahy přišla samice Ivana (narozena 7. 3. 2000 v Zoo Jihlava) a samec Christián (narozen 2003) ze Zoo Norimberk. V roce 2006 se jim narodilo první mládě – sameček Heřmánek, který se stal prvním odchovaným tapírem jihoamerickým v historii Zoo Praha. Jméno dostal podle svého kmotra – herce Karla Heřmánka. V létě 2007 byl Heřmánek přesunut do maďarské Zoo Veszprémy. V roce 2011 odešel Christian do jihlavské zoo a do Zoo Praha dorazil samec Tex (narozen 14. 9. 2003) ze San Antonia ve Spojených státech amerických, není tedy příbuzný na evropské populaci, ap proto je geneticky cenný. V roce 2012 se narodilo v pořadí druhé mládě. V květnu 2015 přišlo na svět třetí mládě. Na začátku září 2019 byla návštěvníkům představena nová samice Taluen, která byla dovezena z Francouzské Guyany (narození 1. prosince 2017 v tamní Zoo de Guyane). V dubnu 2021 se narodilo další, již čtvrté mládě.
Tapíři jihoameričtí obývají výběh při někdejším pavilonu velkých savců, v jehož prostorách mají k dispozici vnitřní ubikaci.